# Kupferarsenite
Als Kupferarsenite werden die Kupfer(II)-Salze der Arsenigen Säure und der Arsensäure bezeichnet. Der Begriff Kupferarsenat wird in historischen Quellen fehlerhaft für einige Verbindungen verwendet, die in Wirklichkeit Hydrate von Kupferarseniten darstellen. Heute werden die Begriffe synonym verwendet. Laut aktuellen Quellen sind einschließlich der Hydrate einige Dutzend Kupferarsenite bekannt.

## Geschichte
Ein Gemenge von normalen und basischen Kupfer(II)-arseniten wurde erstmals von Carl Wilhelm Scheele im Jahre 1775 aus Kupfersulfat, Arsenik und Natriumcarbonat oder Kaliumcarbonat hergestellt. Die Entdeckung wurde 1778 veröffentlicht, aber die Herstellung verheimlicht. Dies führte zu verschiedenen Varianten mit der ungefähren Zusammensetzung CuHAsO3 bzw. Cu3(AsO3)2·3H2O, von denen eine „verbesserte“ 1812 von Parker in England als Patent Grün patentiert wurde. Der Stoff wurde nach seinem Entdecker als Scheeles Grün, aber auch als Mineralgrün, Pariser Grün, Schwedisch Grün, Cuprum arsenicosum bezeichnet. Dieses ist ein gelbgrüner Feststoff, der praktisch unlöslich in Wasser und Ethanol, aber löslich in verdünnten Säuren und einer wässriger Ammoniaklösung ist. Der Stoff wurde neben Schweinfurter Grün (Kupfer(II)-acetatarsenit) lange Zeit als grünes Farbpigment verwendet.

## Vorkommen
Kupferarsenite kommen in der Natur als verschiedene Minerale vor. Darunter sind Lammerit Cu3(AsO4)2, Trippkeit Cu[As2O4], Babánekit Cu3(AsO4)2·8H2O und Rollandit Cu3(AsO4)2·4H2O. Daneben auch noch die Kupferoxoarsenite Ericlaxmanit Cu4O(AsO4)2, Kozyrevskit Cu4O(AsO4)2, Popovit Cu5O2(AsO4)2 und weiteren Kupferhydroxyarseniten wie zum Beispiel Yvonit Cu(AsO3OH)·2H2O und Geminit Cu(AsO3OH)·H2O.

## Darstellung
Kupferdiarsenit kann durch Reaktion Arsen(III)-oxid mit Kupfer(II)-oxid in Essigsäure bei 200 °C gewonnen werden. Kupfer(II)-arsenat(V) kann durch Reaktion von Natriumdihydrogenarsenat und Kupfer(II)-chlorid in einer wässrigen Lösung gewonnen werden. Kupfer(II)-metaarsenit kann durch Reaktion von Kupfer(II)-hydroxid oder einer Mischung aus Kupfer(II)-oxid und Kupfer(II)-chlorid mit Arsen(III)-oxid gewonnen werden.
{\displaystyle \mathrm {3\ Cu(OH)_{2}+As_{2}O_{3}\longrightarrow Cu_{3}(AsO_{3})_{2}\cdot 2H_{2}O} }
{\displaystyle \mathrm {3\ CuO+3\ CuCl_{2}+As_{2}O_{3}+2\ H_{2}O+6\ NaF\longrightarrow Cu_{3}(AsO_{3})_{2}\cdot 2H_{2}O+3\ CuF+6\ NaCl} }

## Eigenschaften
Kupferarsenate(III) (auch Kupfer(II)-arsenite genannt) sind gelbgrüne Pulver, die unlöslich in Wasser und Ethanol, aber löslich in verdünnten Säuren sind. Kupfer(II)-arsenat(V) bildet als Tetrahydrat ein bläulich-grünes Pulver, das unlöslich in Wasser, aber löslich in verdünnten Säuren und Ammoniakwasser ist. Kupferdiarsenit hat eine Kristallstruktur mit der Raumgruppe P4 (Raumgruppen-Nr. 75). Kupfer(II)-arsenat(V) hat eine monokline Kristallstruktur mit der Raumgruppe P21/c (Raumgruppen-Nr. 14).
| Gefahrensymbol | Gefahrensymbol |

| Gefahrensymbol | Gefahrensymbol |

| Gefahrensymbol | Gefahrensymbol | Gefahrensymbol |

## Verwendung
Kupfer(II)-arsenat(V) wurde als Insektizid, Fungizid und Holzschutzmittel verwendet, darf jedoch in verschiedenen Ländern, z. B. in Deutschland, nicht mehr im Pflanzenschutz verwendet werden. Das Gleiche trifft auch zu auf die sogenannte Kupferarsen-Brühe (Arsenkupfer-Kalkbrühe), eine wässrige Suspension von Calciumarsenat und Kupferkalk, die früher im Weinbau eingesetzt wurde.